# Girija Prasad Koirala

Girija Prasad Koirala (गिरिजा प्रसाद कोईराला - Girijā Prasāda Koīrālā; Tadi, 20 febbraio 1925 – Katmandu, 20 marzo 2010) è stato un politico nepalese, Primo ministro del Nepal dal 1991 al 1994, dal 1998 al 1999, dal 2000 al 2001 e dal 2006 al 2008.
Dal 28 maggio al 23 luglio 2008 ha svolto anche le funzioni di capo dello Stato ad interim in virtù della Costituzione provvisoria del Nepal. È stato inoltre presidente del partito del Congresso Nepalese e leader dell'Alleanza dei sette partiti (cui successivamente si è aggiunto il partito maoista, tornato nella legalità nel 2006).

## Biografia

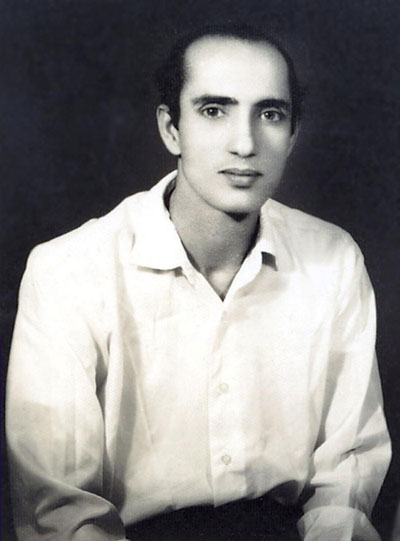
Girija Prasad Koirala in età giovanile.

È nato presso Tadi, distretto di Saharsa, nello stato indiano del Bihar, ultimo figlio di Krishna Prasad Koirala e Divya Koirala. Aveva due fratelli, Matrika e Bishweshwar, anch'essi divenuti Primi ministri dopo il ritorno della famiglia in Nepal (avvenuto nel 1929). Ha sposato Sushma Koirala ed hanno avuto una figlia, Sujata Koirala. Possedeva un titolo di studio di grado medio-superiore.
È stato attivo in politica dagli anni quaranta, avendo iniziato la propria carriera come leader degli operai nelle fabbriche per la lavorazione della iuta nella città di Biratnagar. Nel 1948 Koirala ha fondato il Nepal Mazdur Congress, e nel 1952 è divenuto presidente del distretto di Morang per il partito del Congresso nepalese, ufficio che tenne fino all'arresto per volontà del re Mahendra in seguito al golpe monarchico del 1960. È stato rilasciato nel 1967, recandosi immediatamente in esilio in India insieme alla dirigenza del partito, e facendo nel 1979 ritorno in Nepal. Tra il 1975 ed il 1991 è stato segretario generale del partito del Congresso nepalese. Ha partecipato attivamente al primo Jana Andolan (movimento per la democrazia) nel 1990, dal quale è scaturita l'abrogazione del sistema di governo dei panchayat ed il ritorno ad una democrazia multipartitica.

### Primo mandato (1991-1994)
È stato eletto nei collegi di Morang-1 e Sunsari-5 nel 1991 in occasione delle prime elezioni libere a seguito delle manifestazioni, e la conquista di 110 seggi su 205 da parte del partito del Congresso alla Camera bassa (Pratinidhi Sabha) ha portato re Birendra a nominare Koirala Primo ministro. Durante questo mandato è stata creata una legislazione per la liberalizzazione dei servizi educativi, mediatici e sanitari del paese. Nel novembre 1994 è stato costretto a sciogliere il Parlamento e ad indire nuove elezioni a causa di una mozione di sfiducia dall'esito negativo dovuta al voto contrario di 36 parlamentari del suo stesso partito. Il governo successivo è stato formato da una coalizione guidata dal Partito Comunista del Nepal (Unificato Marxista-Leninista) (CPN-UML).

### Secondo mandato (1998-1999)
Il secondo mandato è iniziato dopo la caduta del governo di coalizione guidato da Surya Bahadur Thapa. Koirala ha inizialmente presieduto un governo di minoranza composto dal solo partito del Congresso fino al 25 dicembre 1998, in seguito supportato da una coalizione con il partito comunista del Nepal-UML e il Nepal Sadhbhawana Party.

### Terzo mandato (2000-2001)
Quando Koirala è divenuto per la terza volta Primo ministro (2000) dopo le dimissioni di Krishna Prasad Bhattarai, nell'ovest del paese si rafforzava la guerriglia maoista del Partito Comunista Maoista Nepalese. Questo mandato è stato severamente minato dalle accuse di corruzione rivolte ai componenti del governo. In seguito al massacro della famiglia reale (2001), Koirala è stato aspramente criticato per la sua incapacità di gestire la crisi. Forzato a rassegnare le dimissioni nel luglio 2001 in seguito all'impiego per la prima volta dei militari nella guerra civile, è stato sostituito dal suo collega di partito Sher Bahadur Deuba.

### Quarto mandato (2006-2008)
Koirala è stato nuovamente indicato come Primo ministro, in forma provvisoria, dai sette partiti che si sono opposti all'assolutismo del re Gyanendra in seguito alle massicce proteste per il ripristino della democrazia (Jana Andolan II), ed ha prestato giuramento il 30 aprile 2006. Lo stesso giorno il Parlamento, riunito per la prima volta dal 2002, ha approvato all'unanimità la proposta di Koirala per l'elezione di un'Assemblea Costituente.
Il 1º aprile 2007 è stato riconfermato per mandato parlamentare con l'incarico di formare e guidare un nuovo governo con la partecipazione del partito maoista (in seguito uscito dall'esecutivo). Dopo l'entrata in vigore della Costituzione provvisoria ha svolto anche le funzioni di capo dello Stato e delle forze armate fino al giuramento del primo Presidente della Repubblica (23 luglio 2008). Il 18 agosto 2008 gli è subentrato come Primo ministro il maoista Pushpa Kamal Dahal.
È scomparso nel 2010 all'età di 85 anni.